# Berta Pichel
Berta Pichel (La Portela de Valcarce, Lleó, 1951) és una escriptora i historiadora resident a l'Hospitalet de Llobregat des del 1973.
Es va llicenciar en Filosofia i Lletres, amb especialitat en Història Moderna i Contemporània, a la Universitat de Barcelona. Va començar a treballar com a docent a l'Hospitalet de Llobregat el 1973 en el Col·legi Tecla Sala durant més de quaranta anys. S'ha format a l'Escola d'Escriptura de l'Ateneu Barcelonès. L'any 2018 va publicar la seva primera novel·la, Cicatrices de charol, ambientada en la Guerra Civil Espanyola. L'any 2021 va publicar Poemari del deambular. La seva segona novel·la, El tiempo nos deshizo, s'emmarca en el cicle de canvi històric des de la dictadura a la crisi del sistema democràtic actual, i es publica l'any 2022, a Eolas.

## Obres
- Cicatrices de charol, 2018, en Ediciones B.
- Poemario del deambular, 2021, en Eolas.
- El tiempo nos deshizo, 2022, en Eolas.
- Breu història del col·legi Tecla Sala (1957-2007), Quaderns d'estudi l'Hospitalet de Llobregat: Centre d'Estudis, 1987-Núm. 24 (gener 2011), p. 183-193.